# Мислібуж (гміна)
Гміна Мислібуж (пол. Gmina Myślibórz) — місько-сільська гміна у північно-західній Польщі. Належить до Мисліборського повіту Західнопоморського воєводства.
Станом на 31 грудня 2011 у гміні проживало 20716 осіб.

## Територія
Згідно з даними за 2007 рік площа гміни становила 328.33 км², у тому числі:
- орні землі: 62.00%
- ліси: 22.00%

Таким чином, площа гміни становить 27.67% площі повіту.

## Населення
Станом на 31 грудня 2011:
| Опис     | Загалом | Загалом | Чоловіки | Чоловіки | Жінки | Жінки |
| -------- | ------- | ------- | -------- | -------- | ----- | ----- |
| одиниця  | осіб    | %       | осіб     | %        | осіб  | %     |
| все      | 20716   | 100     | 10193    | 49.20    | 10523 | 50.80 |
| міське   | 11694   | 100     | 5588     | 47.79    | 6106  | 52.21 |
| сільське | 9022    | 100     | 4605     | 51.04    | 4417  | 48.96 |

## Сусідні гміни
Гміна Мислібуж межує з такими гмінами: Бане, Барлінек, Боґданець, Дембно, Козеліце, Ліп'яни, Новоґрудек-Поморський, Тшцинсько-Здруй.